# معنی (فیلم ۱۹۸۹)
معنی (به مالایالم: Artham) و (به انگلیسی: Meaning) فیلمی هندی محصول سال ۱۹۸۹ و به کارگردانی ساتیان آنتیکاد است. در این فیلم بازیگرانی همچون مموتی، سرینیواسان، مورالی، سارانیا پونوانان، جایارام، پارواتی جایارام و سوکوماری ایفای نقش کرده‌اند.